# 中山路街道 (重庆市)
中山路街道，是中华人民共和国重庆市永川区下辖的一个乡镇级行政单位。

## 行政区划
中山路街道下辖以下地区：
中山路社区、昌州路社区、英井路社区、汇龙路社区、卧龙凼社区、中河坝社区、红河路社区、兴龙湖社区、三星村、瓦子铺村、望城村、北大桥村、花果村、双龙村和孙家口村。